# Sonate pour flûte et piano de Hindemith
Pour les articles homonymes, voir Sonate pour flûte et piano.
La Sonate pour flûte et piano est une œuvre de Paul Hindemith composée en 1936.

## Présentation
Composée entre le 4 décembre et 17 décembre 1936, la Sonate pour flûte et piano de Hindemith est la première de la série des dix sonates pour instrument à vent et piano du compositeur,. « Page ensoleillée, d'une clarté cristalline » pour Harry Halbreich, elle est décrite par Gertrud Hindemith, l'épouse de Paul Hindemith, comme « la plus sereine et la plus détachée du monde de toutes les pièces de musique de chambre qu'il a composées ».
L’œuvre est créée le 10 avril 1937 à la bibliothèque du Congrès de Washington par le flûtiste Georges Barrère et le pianiste Jesús Maria Sanromá, à l'occasion du 8e festival de la fondation Elizabeth Sprague Coolidge,.
La partition est publiée à partir de 1937 par Schott.

## Structure
La Sonate, d'une durée moyenne d'exécution de quinze minutes environ, comprend trois mouvements,, :
1. Heiter bewegt, un allegretto bref de forme sonate, au thème principal « énergique et décidé » et au deuxième thème « souple et lyrique[2] » ;
2. Sehr langsam, « lente et expressive cantilène[2] » ;
3. Sehr lebhaft – Marsch, un rondo aux rythmes de gigue, avec une coda sous forme d'une petite marche « très amusante, dont chaque moitié est exposé d'abord par le piano seul, avant d'être reprise et ornée par la flûte[2] ».

La tonalité générale de la pièce est si bémol majeur.

## Discographie
- Hindemith : Complete Sonatas for Wind Instruments and Piano, Brilliant Classics, 2021, Claudia Giottoli (flûte) et Filippo Farinelli (piano)[5],[6].
- Hindemith : Wind Sonatas, Les Vents Français, Warner Classics, 2021, Emmanuel Pahud (flûte) et Éric Le Sage (piano)[7],[6].